# Південь-Північ (водно-транспортний проєкт)
Південь-Північ водно-транспортний проєкт (кит.: 南水北调工程, піньїнь Nánshuǐ Běidiào Gōngchéng) — тривалий та масштабний інженерний проєкт в КНР задля перекидання річкової води з півдня держави на її північ. Проєкт складається з Західного, Центрального та Східного маршрутів. Вода з річок Півдня, зокрема з Янцзи, доставлятиметься до річок Півночі (Хуанхе, Хайхе), де відчувається значний гідродефіцит. Довжина каналів понад 1 300 км. Задля реалізації проєкту переселяється 450 000 людей. 
Згідно проєкту каналами має прямувати 44,8 млрд м³/рік прісної води від річки Янцзи на північ Китаю через три мережі каналів:
- Східний маршрут прямує Великим каналом;
- Центральний маршрут прямує з верхів'їв річки Ханьшуй (притока Янцзи) до Пекіну і Тяньцзінь;
- Західний маршрут, що прямує від трьох приток річки Янцзи неподалік від гір Баян-Хара-Ула до провінцій Цинхай, Ганьсу, Шеньсі, Шаньсі, Внутрішня Монголія і Нінся[4] .

У 1952 Мао Цзедун заявив: «На півночі води мало, на півдні її забагато, тому, якщо таке можливо, чому б цю воду не перерозподілити?»  Вартість проєкту, як очікується, становить $ 62 млрд — більше, ніж у два рази, ніж ГЕС Три ущелини Проте до 2014 року, було витрачено більш ніж $ 79 млрд, що робить його одним з найдорожчих інженерних проєктів у світі

## Східний маршрут
Проєкт східного маршруту (ERP), складається з оновлення Великого Китайського каналу, яким має прямувати частина води з річища Янцзи на північ Китаю. За даними китайських гідрологів, в середньому річна витрата води Янцзи в її гирлі становить близько 956 млрд м³ і навіть у найпосушливіші роки нижче 600 млрд м³ не падає. З цього об'єму у міру розвитку проєкту, кількість води, що буде спрямована на північ збільшиться з 8,9 км³/рік до 10,6 км³/рік і врешті-решт до 14,8 км³/рік. 
Вода з річки Янцзи буде забиратися до каналу в Цзянду, де насосна станція потужністю 400 м³/с (12,6 млрд м³/рік, якщо працювати безперервно) була побудована в 1980-х роках. Вода перекачуватиметься станціями Великим каналом, через тунель під Хуанхе і далі акведуками до водосховища біля Тяньцзіня. Будівництво східного маршруту офіційно розпочалося 27 грудня 2002 року і вода, мала досягти Тяньцзінь до 2012. Першочергово вода мала прийти до провінцій Шаньдун, Цзянсу і Аньхой в середині 2013 року. Станом на початок 2013 року, точна дата, коли вода досягне Тяньцзінь, не була встановлена. Тяньцзінь як очікується, отримає 1 млрд м³/рік
Завершена лінія матиме 1 152 км завдовжки, 23 насосні станції потужністю 454 мегават
Унікальним новим гідротехнічним об'єктом є підземний комплекс, створений в місці перетину Великого каналу з Хуанхе. Води Янцзи будуть форсувати Жовту річку за допомогою двох підземних тунелів-водогонів діаметром 9,3 метра кожен і довжиною 585 метрів, покладених на глибині 70 м під руслом річки Хуанхе..

## Центральний маршрут
Центральний або середній, маршрут починається у водосховищі Даньцзянкоу, що розташувався на річці Ханьшуй, великій притоці Янцзи. Автори проєкту розрахували, що з цієї точки вода може бути доставлена на Північно-Китайську рівнину, в околиці Пекіна, самопливом, що дозволить уникнути будівництва дорогих інженерних споруд, та насосних станцій
Проте виникли декілька проблем:
1. Необхідність перетину Хуанхе, яку вирішили рівно так само, як і на сході, - будівництвом підземного тунелю-водогону.
2. Для того щоб забезпечити природний самоплив з водосховища Даньцзянкоу в напрямку Пекіна, потрібно підвищити рівень води в ньому з 162 до 176,6 метрів. (або з 157 м до 170 м над рівнем моря). Ці додаткові 13 метрів, істотно збільшили площу дзеркала водосховища і тим самим змусили розпочати програму масового переселення жителів з затоплюваних штучною водоймою територій. Було переселено 330 000 осіб з району водосховища і вздовж траси каналу
3. Вплив проєкту на річку Ханьшуй, нижче греблі Даньцзянкоу, з якої приблизно одна третина води відводиться. Одне з рішень що розглядається є побудувати ще один канал для відведення води з водосховища Три ущелини у водосховище Даньцзянкоу
4. Із зони будівництва були винесені десятки великих і сотні малих підприємств: ліквідовувалися потенційні джерела забруднення води в каналі і водосховищах.

12 грудня 2014, середній маршрут було відкрито.
Завершена лінія матиме довжину 1,264 км, спочатку забезпечуючи 9,5 км³/рік води, до 2030, збільшуючи транспортування до 12–13 км³/рік, хоча в посушливі роки щорічний об'єм води буде менше (принаймні, 6,2 км³/рік)

## Західний маршрут
Західний маршрут, знаходиться в стадії планування. Планується відведення води від верхів'їв річки Янцзи (Ялунцзян, Тоцзян і Дадухе) у верхів'ях річки Хуанхе. 
Передбачувана довжина складе 500 км, але спорудження комплексу відбуватиметься в найскладніших гірських умовах на висотах у 3000–5000 метрів над рівнем моря. Західний канал має подолати природний вододіл між басейнами Янцзи і Хуанхе — хребет Баян-Хара-Ула, 750 км гірське пасмо заввишки до 5500 метрів, для цього треба побудувати цілу систему водосховищ, дамб з гідроелектростанціями, а також тунелі-водогони, за допомогою яких Західний канал крізь Куньлунь і вийде у верхів'я Хуанхе. 
Проєкт має транспортувати 3,8 млрд м³/рік. 
Крім того, є плани відвернути близько 200 млрд м³/рік води з верховій шести річок на південному заході Китаю, в тому числі Меконг (Ланканг), Салуїн, Ярлунг-Цангпо (що у нижній течії має назву Брахмапутра) що не є сточищем Янцзи, а прямують з Тибетського нагір'я в напрямку країн Південно-Східної Азії, у сточище Янцзи, Хуанхе і в кінцевому підсумку у посушливі район північного Китаю через систему водосховищ, тунелів і природних річок. Проєкт було визнано занадто дорогим і довготривалим. Відповідні річки є транскордонними і відбір води викличе протести Індії, Бангладеш, М'янми, Лаосу, Таїланду, Камбоджі і В'єтнаму.
Станом на 2016 рік побудувано ГЕС Cángmù, ГЕС Сянцзяба (завершено, 7750 МВт), ГЕС Сілоду (завершено, 13860 МВт), ГЕС Байхетань (на стадії будівництва, 16000 МВт) та 10 дамб на Брахмапутрі й іще 18 будується, що означатиме подальше зменшення кількості води, яку отримують Індія й Бангладеш.
Друга фаза проекту водовідведення Дяньчжун включає постачання водою муніципальні заклади, сільськогосподарські та промислові зони Юньнані у посушливі періоди. Передбачається будівництво 300-кілометрового каналу для перекидання щороку до 17 млрд м³ прісної води з Тибету для порятунку річки Хуанхе, що живить величезну кількість населення Китаю, але критично міліє й утрачає ресурс.
Наразі реалізацію обох зазначених проєктів стримують висока вартість і брак необхідних технологій.

## Післямова
За перші 11 років реалізації проєкту «повороту китайських річок» на нього було витрачено, за різними оцінками, $ 28–35 млрд, було переміщено близько 11 млрд м³ ґрунту та укладено 22 млрд м³ бетону. У Тибеті, на західній ділянці комплексу, планується до 2050 року витратити ще $ 25–35 млрд.

### Проект Тяньхе («небесна річка»)
Сучасні дослідження виявили стабільні та впорядковані проходи, які можуть транспортувати водяну пару на кордоні тропосфери. Ці проходи отримали назву тяньхе, або небесними річками.
Китай тестує передові оборонні технології, щоб розробити потужну, але відносно недорогу систему зміни погоди, щоб принести значно більше опадів на Третій полюс, найбільший резерв прісної води в Азії.
За даними дослідників, система, яка включає в себе величезну мережу камер для спалювання палива, встановлених високо в Тибетських горах, може збільшити кількість опадів у регіоні до 10 мільярдів кубометрів на рік — приблизно 7 відсотків загального споживання води в Китаї, — вважають дослідники, залучені до проекту.
В офіційній заяві Китай заявив, що очікує мати «розвинену систему модифікації погоди» до 2025 року. Прориви у фундаментальних дослідженнях та дослідженнях і розробках ключових технологій дозволять посилити запобігання ризикам безпеки.